# Garcia Fernández Sarmiento
 Garcia Fernández Sarmiento  (Espanha - ? ) foi um nobre espanhol e o 2º senhor de Ribadavia.

## Relações Familiares
Foi filho de Pedro Ruiz Sarmiento, 1º senhor de Ribadavia e de D. Joana de Guzmán. Casou com D. Elvira Manrique de Lara, de quem teve um filho:
1 - Garcia Fernandez Sarmento, que foi senhor de Salvaterra de Magos, nascido em 1380 e que casou por duas vezes, a primeira com D. Teresa de Sotomaior e a segunda com D. Maria Manuel.